# Niphona appendiculata
Niphona appendiculata là một loài bọ cánh cứng trong họ Cerambycidae.